# Ring Nationaler Frauen (1920–1933)
Der Ring Nationaler Frauen war ein deutschnationaler Dachverband im Deutschen Reich von 1920 bis 1933.

## Geschichte
Gründung
Seit Ende 1919 gab es Pläne, einen deutschnationalen Frauendachverband zu gründen, als Gegengewicht  zum demokratisch ausgerichteten Bund Deutscher Frauenverbände, der der wichtigste und anerkannteste deutsche Frauendachverband war.
Im April 1920 fand die Gründungsversammlung in Berlin statt. Zu den wichtigsten Gründungsmitgliedern  gehörten die bekannte Frauenrechtlerin Käthe Schirmacher,  die Schriftstellerin Marie Diers, Ilse Hamel, Marie Fröhlich und Beda Philipps, die die Vorsitzende in der gesamten Zeit des Bestehens wurde. Die Geschäftsstelle befand sich viele Jahre unter ihrer Wohnadresse in Berlin.
Mitglieder
Der Ring Nationaler Frauen  hatte eine große Nähe zur Deutschnationalen Volkspartei, der auch einige der Frauen angehörten.
Der wichtigste Mitgliedsverein war der Flottenbund Deutscher Frauen (mit offiziell 100.000 Mitgliedern), außerdem der Deutsche Frauenbund, der jedoch 1924 wieder austrat, und einige kleinere Frauenvereine.
Es gelang aber nicht, auch den Vaterländischen Frauenverein und die neue Vereinigung Evangelischer Frauenverbände Deutschlands, die die wichtigsten konservativen Frauenorganisationen in dieser Zeit waren, in den Verband zu integrieren.
Deshalb blieb dessen  Wirksamkeit und Bedeutung   gering. Am bekanntesten wurde noch  die Zeitschrift Die Deutsche Frau mit etwa 10.000 Exemplaren.
Inhalte und Anliegen
Der Ring Nationaler Frauen wollte sich vor allem für die Interessen von Frauen engagieren, allerdings aus konservativer Sicht, das heißt, für die Frau als Hausfrau und Mutter, aber auch als Berufstätige, und zum Beispiel gegen Abtreibung.
Ein weiterer Schwerpunkt war die deutschnationale Argumentation gegen die Auswirkungen des Versailler Vertrags und für die Rückgewinnung der verlorenen deutschen Gebiete, und gegen eine zu liberale Außenpolitik der westlichen Staaten. Des Weiteren wurde die Schaffung eines autoritäreren Staates angestrebt und gegen sozialistische und liberale Politik und Aktionen polemisiert.
(Es gab aber fast keine antisemitischen Bemerkungen.)
Die Mitglieder des Rings Nationaler  Frauen vertraten ihre Ansichten vor allem in der Verbandszeitschrift  Die deutsche Frau und in Gastbeiträgen in weiteren Zeitungen und Zeitschriften, wie der Deutschen Zeitung. Des Weiteren wandten sie sich mit zahlreichen Eingaben und Vorschlägen an Behörden, Organisationen und einflussreiche gesellschaftliche Persönlichkeiten.
Letzte Jahre
1932 wurde der Name in Ring  Nationaler Frauenbünde geändert und einige weitere kleinere Frauenvereine aufgenommen. 
Im Juni 1933 wurde der Ring Nationaler Frauenbünde aufgelöst.